# آن غيدز
آن غيدز (بالإنجليزية: Anne Geddes)‏ هي مصممة طوابع البريد وسيدة أعمال ورائدة أعمال ومصورة أسترالية، ولدت في 15 سبتمبر 1956 في كوينزلاند في أستراليا.

## وصلات خارجية
- الموقع الرسمي
- آن غيدز على موقع مونزينجر (الألمانية)
- آن غيدز على موقع ميوزك برينز (الإنجليزية)